# Comuna Krotenkî
Krotenkî (în ucraineană Кротенки) este o comună în raionul Poltava, regiunea Poltava, Ucraina, formată din satele Iațînova Slobidka, Krotenkî (reședința), Olepirî, Patlaiivka și Ternivșciîna.

## Demografie
Componența lingvistică a comunei Krotenkî
     Ucraineană (92,4%)
     Rusă (6,74%)
     Alte limbi (0,07%)
Conform recensământului din 2001, majoritatea populației comunei Krotenkî era vorbitoare de ucraineană (92,4%), existând în minoritate și vorbitori de rusă (6,74%).